# カスタマージャーニー
カスタマージャーニー（英語: customer journey）とは、マーケティング用語である。商品やサービスの販売促進において、その商品・サービスを購入または利用する人物像（ペルソナ）を設定し、その行動、思考、感情を分析し、認知から検討、購入・利用へ至るシナリオを時系列で捉える考え方である。カスタマージャーニーを設計するためのツールをカスタマージャーニーマップと言う。

## 顧客接点の例
顧客接点(タッチポイント)を可視化する手法としてのカスタマージャーニー例えば、WEBサイト、ECサイト、アプリ、交通広告、雑誌、新聞、メールマガジン、商品パッケージ、ポスター、チラシ、テレビ、CM、YouTube、TikTokなど動画コンテンツ、Instagram、Facebook、TwitterなどのSNS、ラジオ、ポッドキャスト、音声コンテツ、書籍、電子書籍、実店舗、メタバース(仮想空間)、通販における商品の配送・返送・返品(リバースロジスティクス)、同梱物、お客様相談室、コールセンター、お問い合わせフォーム、チャット、FAQページ、商品説明書など生活者とのあらゆる接点が挙げられる